# De Dietrich 3,5 PS

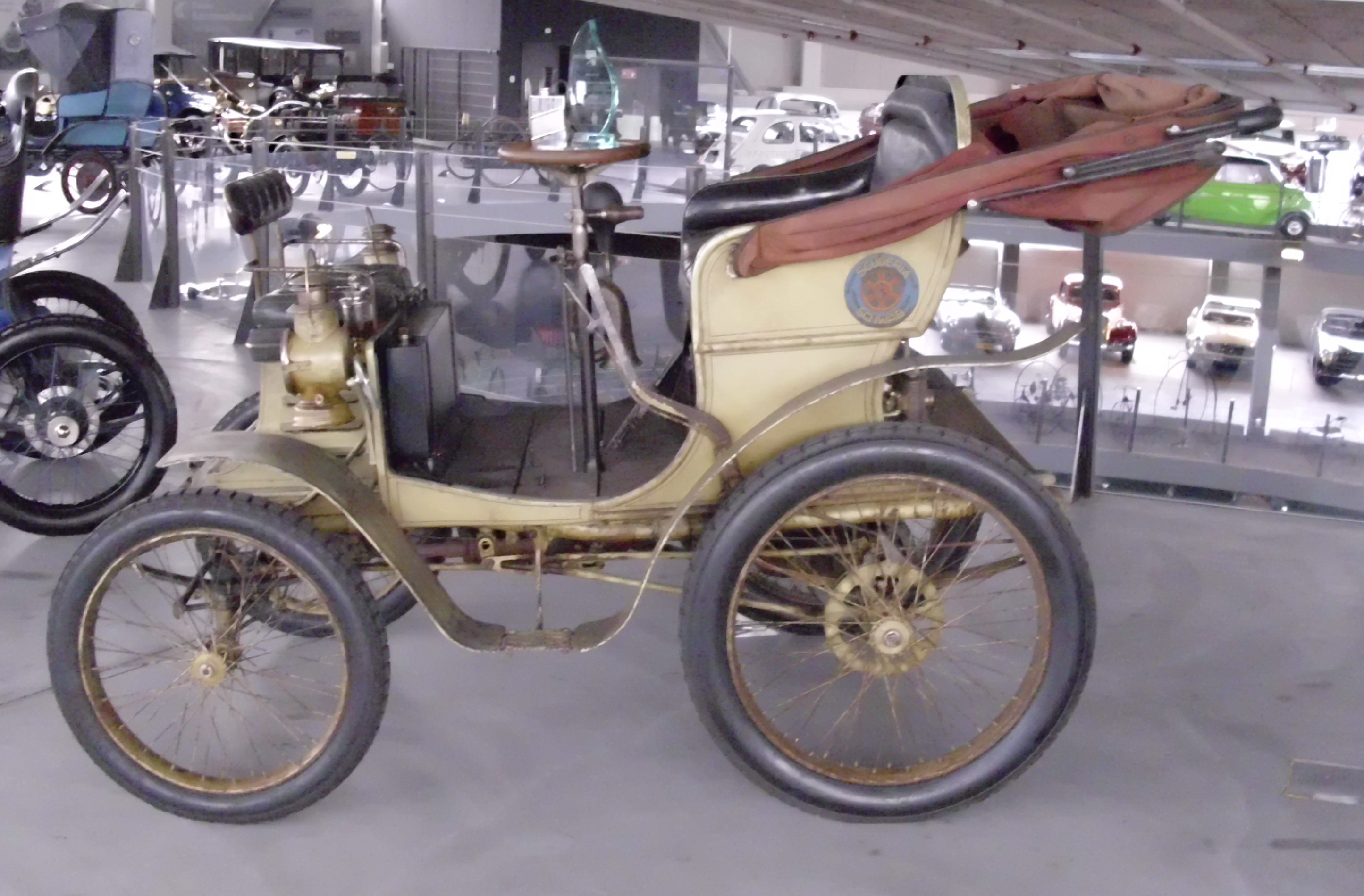
Seitenansicht

Der De Dietrich 3,5 PS ist ein Pkw-Modell aus der Zeit um 1900. Hersteller war De Dietrich in Niederbronn. Diese Gemeinde liegt im Elsass, das damals zum Deutschen Reich gehörte.

## Beschreibung
De Dietrich erwarb 1899 vom belgischen Hersteller Vivinus die Lizenz zur Fertigung des Modells. Es ist ein Kleinwagen. Er stellte eine Erweiterung des Angebots nach unten dar. Die anderen Fahrzeuge im Sortiment, der 6 PS und der 9/10 PS, waren stärker motorisiert und entstanden nach einer Lizenz von Amédée Bollée. Die Produktion des Modells lief laut einer Quelle bis 1900. Andere Quellen geben 1901 und 1902 an.
Der Wagen hat einen Einzylindermotor. 95,5 mm Bohrung und 100 mm Hub ergeben 716 cm³ Hubraum. Der Motor ist luftgekühlt und leistet 3,5 PS. Er ist vorn im Fahrgestell eingebaut und treibt die Hinterräder an.
Der offene Aufbau des Phaeton bietet Platz für zwei Personen. Daneben gab es einen Vis-à-vis mit einer kleinen Sitzbank oberhalb des Motors entgegen der Fahrtrichtung. 370 kg Leergewicht sind angegeben.
Laut einer Quelle entstanden 80 Fahrzeuge, von denen nur etwa die Hälfte verkauft werden konnte.
Ein Fahrzeug gehört zum Verkehrshaus der Schweiz in Luzern. Der Vis-à-vis stammt von 1901 und stand in der Vergangenheit als Leihgabe im Pantheon Basel in Muttenz. Das Fahrzeug wurde schon beim London to Brighton Veteran Car Run eingesetzt. Ein weiteres Fahrzeug steht im Musée de la Faïence in Saargemünd.